# Doña Paz (schip, 1963)
De Doña Paz was een veerboot die op 20 december 1987 zonk na een aanvaring met de olietanker Vector in de Straat Tablas in de Filipijnen. Deze ramp is waarschijnlijk de grootste scheepsramp in vredestijd. Bij de ramp kwamen officieel 1576 mensen om, maar men vermoedt dat het werkelijke dodental aanzienlijk hoger ligt, omdat de veerboot naar schatting meer dan 4.000 opvarenden had. Het vermoedelijk aantal slachtoffers bedraagt 4.375.
De Doña Paz was op weg van Tacloban City op het eiland Leyte naar Manilla toen zij in de Straat Tablas in botsing kwam met de olietanker Vector, die 8.800 barrels olie aan boord had. Deze lading vatte vlam, waarna het vuur zich razendsnel verspreidde over de twee schepen. Slechts 21 mensen slaagden erin om onder water zwemmend te ontsnappen aan de vlammenzee. Door de snelheid waarmee het vuur zich verspreidde was er geen tijd geweest om de reddingsboten te laten zakken.
Een onderzoek toonde later aan dat de bemanning van de Vector niet goed getraind was en dat de certificaten van het schip bovendien verlopen waren.